# Precious Time
「Precious Time」（プレシャス・タイム）は、日本の女性歌手グループ、SPEEDの9枚目のシングル及びその収録曲。1999年2月17日にTOY'S FACTORYよりリリースされた。

## 解説
- SPEEDの8cmシングルとしてのリリースはこの作品が最後となった。
- SPEEDの楽曲では初めて上原多香子と新垣仁絵のソロパートが導入された。この作品から解散前のシングルすべてに上原と新垣のソロパートがある。
- 本作は累計62.3万枚を売り上げた（オリコン調べ）。日本レコード協会ではミリオン認定されている。
- オリコンでは宇多田ヒカル「Movin' on without you」に阻まれ初登場2位。「White Love」から続いた連続1位記録が途絶えた。プラネットシングルチャートでは週間1位を記録している[1]。

## 収録曲
いずれも作詞・作曲：伊秩弘将、編曲：水島康貴。
1. Precious Time
EPSON「カラリオ」CMソング。サックス・ソロをフィーチャーしている。
2. 季節がいく時
映画『ドラえもん のび太の宇宙漂流記』主題歌。SPEED初のアニメソングとなった[2]。
3. Precious Time（Instrumental）
4. 季節がいく時（Instrumental）

## 収録アルバム
- Carry On my way (#1)
- SPEED THE MEMORIAL BEST 1335days Dear Friends 2 (#1,2)
- SPEEDLAND -The Premium Best Re Tracks- (#1, Re Track)
- 映画ドラえもん主題歌大全集(#2)

## カバー
- Dream Ami（2021年）